# سنة أولى حب (فلم)
سنة أولى حب هو فيلم رومانسي مصري من إخراج حلمي رفلة وبطولة نجلاء فتحي، محمود ياسين، بوسي، شويكار، أمينة رزق، جميل راتب وعمر الحريري. صدر الفيلم في 18 أكتوبر 1976.

## نبذه
محمد مدرس شاب تحبه نجوى إحدى تلميذاته وابنة عوني وزير الداخلية، لكنه لايتجاوب معها لاختلاف طباعهما. وإذا بمحاولة لاغتيال عوني فيطارده البوليس السياسي ويتهمه بذلك، ويتقابل مع زبيدة زوجة عوني التي تكرهه وتنشأ بينهما علاقة حب تجعله يتردد على منزلها بعد ذلك. يعمل محم) صحفيًا بأحد الجرائد، وينضم لحزب الوفد، ويعلم بوجود وثائق تسيء لزعيم الامة موجودة بمنزل عوني فيحاول الحصول عليها لتبرئة زعيم الأمة.

## طاقم العمل
- نجلاء فتحي بدور زبيدة
- محمود ياسين بدور محمد عبد الكريم
- بوسي بدور نجوى
- شويكار بدور (سيّدة العمشة - مديرة البيت المشبوه)
- أمينة رزق بدور والدة محمد
- جميل راتب بدور عوني حافظ - وزير الداخلية
- عمر الحريري بدور زعيم المعارضة

## وصلات خارجية
- مقالات تستعمل روابط فنية بلا صلة مع ويكي بيانات